# Zelkova abelicea
Zelkova abelicea là một loài thực vật có hoa trong họ Ulmaceae. Loài này được (Lam.) Boiss. miêu tả khoa học đầu tiên năm 1879.